# Каррі (Міннесота)
Каррі (англ. Currie) — місто (англ. city) в США, в окрузі Маррей штату Міннесота. Населення — 224 особи (2020).

## Географія
Каррі розташоване за координатами 44°4′14″ пн. ш. 95°40′2″ зх. д. / 44.07056° пн. ш. 95.66722° зх. д. (44.070468, -95.667249).  За даними Бюро перепису населення США в 2010 році місто мало площу 1,48 км², уся площа — суходіл.

## Демографія
Згідно з переписом 2010 року, у місті мешкали 233 особи в 114 домогосподарствах у складі 65 родин. Густота населення становила 157 осіб/км².  Було 125 помешкань (84/км²).
Расовий склад населення:
| - 100,0 % — білих |

До двох чи більше рас належало 0,0 %. Частка іспаномовних становила 1,7 % від усіх жителів.
За віковим діапазоном населення розподілялося таким чином: 16,3 % — особи молодші 18 років, 55,8 % — особи у віці 18—64 років, 27,9 % — особи у віці 65 років та старші. Медіана віку мешканця становила 53,3 року. На 100 осіб жіночої статі у місті припадало 102,6 чоловіків;  на 100 жінок у віці від 18 років та старших — 99,0 чоловіків також старших 18 років.
Середній дохід на одне домашнє господарство  становив 42 386 доларів США (медіана — 40 536), а середній дохід на одну сім'ю — 48 677 доларів (медіана — 48 438). Медіана доходів становила 38 750 доларів для чоловіків та 24 750 доларів для жінок. За межею бідності перебувало 11,0 % осіб, у тому числі 26,9 % дітей у віці до 18 років та 6,6 % осіб у віці 65 років та старших.
Цивільне працевлаштоване населення становило 106 осіб. Основні галузі зайнятості: освіта, охорона здоров'я та соціальна допомога — 34,9 %, будівництво — 16,0 %, роздрібна торгівля — 11,3 %, мистецтво, розваги та відпочинок — 8,5 %.